# سولمونا
سولمونا (بالإيطالية: Sulmona) هي بلدية في مقاطعة لاكويلا في إقليم أبروتسو الإيطالي.

## السكان
في سنة 1861 بلغ عدد السكان 14٬643 نسمة، وتطور العدد ليصل في سنة 2011 لـ 24٬275 نسمة.
يظهر هذا المخطط البياني تطور النمو السكاني لـ سولمونا

## توأمة
لسولمونا اتفاقيات توأمة مع كل من:
- كونستانتسا
- هاميلتون
- بورغهاوزن
- زاكينثوس

## أعلام
- فيليبو جيورجي
- إنوسنت السابع
- أوفيد